# Шабуневщина
Шабу́невщина (бел. Шабунеўшчына) — деревня в составе Добринёвского сельсовета Дзержинского района Минской области Беларуси. Деревня расположена в 23 километрах от Дзержинска, 35 километрах от Минска и 12 километрах от железнодорожной станции Фаниполь.

## История
Известна со 2-й половины XVIII века, как деревня в Минском повете Минского воеводства Великого княжества Литовского, владение Радзивиллов. После второго раздела Речи Посполитой (1793 год) в составе Российской империи. В 1800 году проживали 95 жителей, насчитывалось 20 дворов, собственность князя Доминика Радивила. В середине XIX века деревня находилась во владении помещиков Плитковских. В конце XIX век—начале XX века деревня находилась в составе Самохваловичской волости Минского уезда Минской губернии. 
В 1897 году, по данным первой всероссийской переписи в Суходолах проживали 100 жителей, насчитывалось 16 дворов; в 1917 году в деревне проживал 101 житель, насчитывалось 16 дворов. С 9 марта 1918 года в составе провозглашённой Белорусской Народной Республики, однако фактически находилась под контролем германской военной администрации. С 1 января 1919 года в составе Советской Социалистической Республики Белоруссия, а с 27 февраля того же года в составе Литовско-Белорусской ССР, летом 1919 года деревня была занята польскими войсками, после подписания рижского мира — в составе Белорусской ССР.

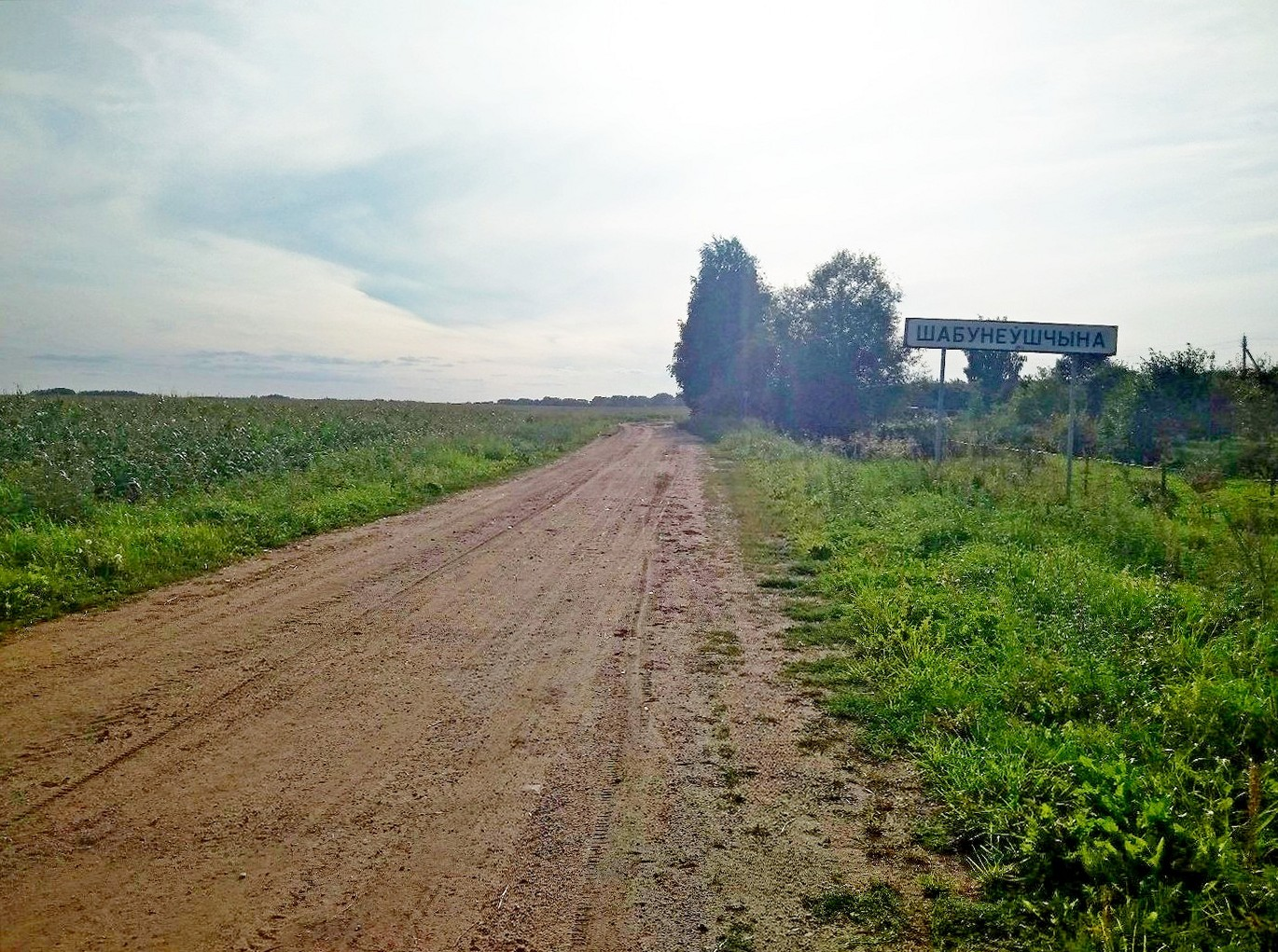
Пейзаж деревни

С 20 августа 1924 года в составе Рубилковского сельсовета (который с 23 марта 1932 года по 14 мая 1936 года являлся национальным польским сельсоветом)  Самохваловичского района, с 18 января 1931 года в составе Койдановского района Минского округа. 15 марта 1932 года Койдановский район преобразован в Койдановский польский национальный район, который 26 июня был переименован в Дзержинский.  31 июля 1937 года Дзержинский национальный полрайон был упразднён, деревня Шабуневщина перешла в состав Минского района Минского округа, с 20 февраля 1938 года — в составе Минской области. 4 февраля 1939 года Дзержинский район был восстановлен. В 1926 году, по данным первой всесоюзной переписи в застенке насчитывалось 9 дворов, проживали 55 жителей. В годы коллективизации в деревне был организован колхоз.
В Великую Отечественную войну с 28 июня 1941 года до 6 июля 1944 года под немецко-фашистской оккупацией, во время войны на фронте погибли 3 жителя деревни. В годы оккупации гитлеровцы сожгли все 8 домов, которые насчитывались в деревне, 35 сельчан остались без жилья и крова над головой.
В 1960 году в Шабуневщине проживал 81 житель, входил в состав колхоза «Коминтерн». В 1991 году в деревне насчитывалось 16 хозяйств, проживал 31 житель. По состоянию на 2009 год в составе ОАО «Правда-Агро» (центр — д. Боровики). 28 мая 2013 года деревня была передана из состава упразднённого Рубилковского сельсовета в Добринёвский сельсовет.

## Население
| 95   | ↗ 100 | ↘ 77 | ↗ 101 | ↘ 55 | ↗ 81 | ↘ 31 | ↘ 20 | ↘ 14 |
| 2009 | 2017  | 2018 | 2020  | 2022 |      |      |      |      |
| → 14 | ↘ 11  | ↘ 10 | → 10  | ↗ 12 |      |      |      |      |